# تيرول الألمانية
تيرول الألمانية (بالألمانية: Deutschtirol، وبالإيطالية: Tirolo tedesco) هي منطقة تاريخية في جبال الألب مقسمة حاليًا بين النمسا وإيطاليا. تضم هذه المنطقة الأجزاء ذات الغالبية العرقية الألمانية من مقاطعة تيرول التاريخية، وتشمل ولاية تيرول النمساوية (المؤلفة من تيرول الشمالية وتيرول الشرقية)، بالإضافة إلى مقاطعة تيرول الجنوبية، لكنها لا تشمل مقاطعة ترينتينو ذات الغالبية الناطقة بالإيطالية، والتي كانت تُعرف سابقًا باسم تيرول الإيطالية.

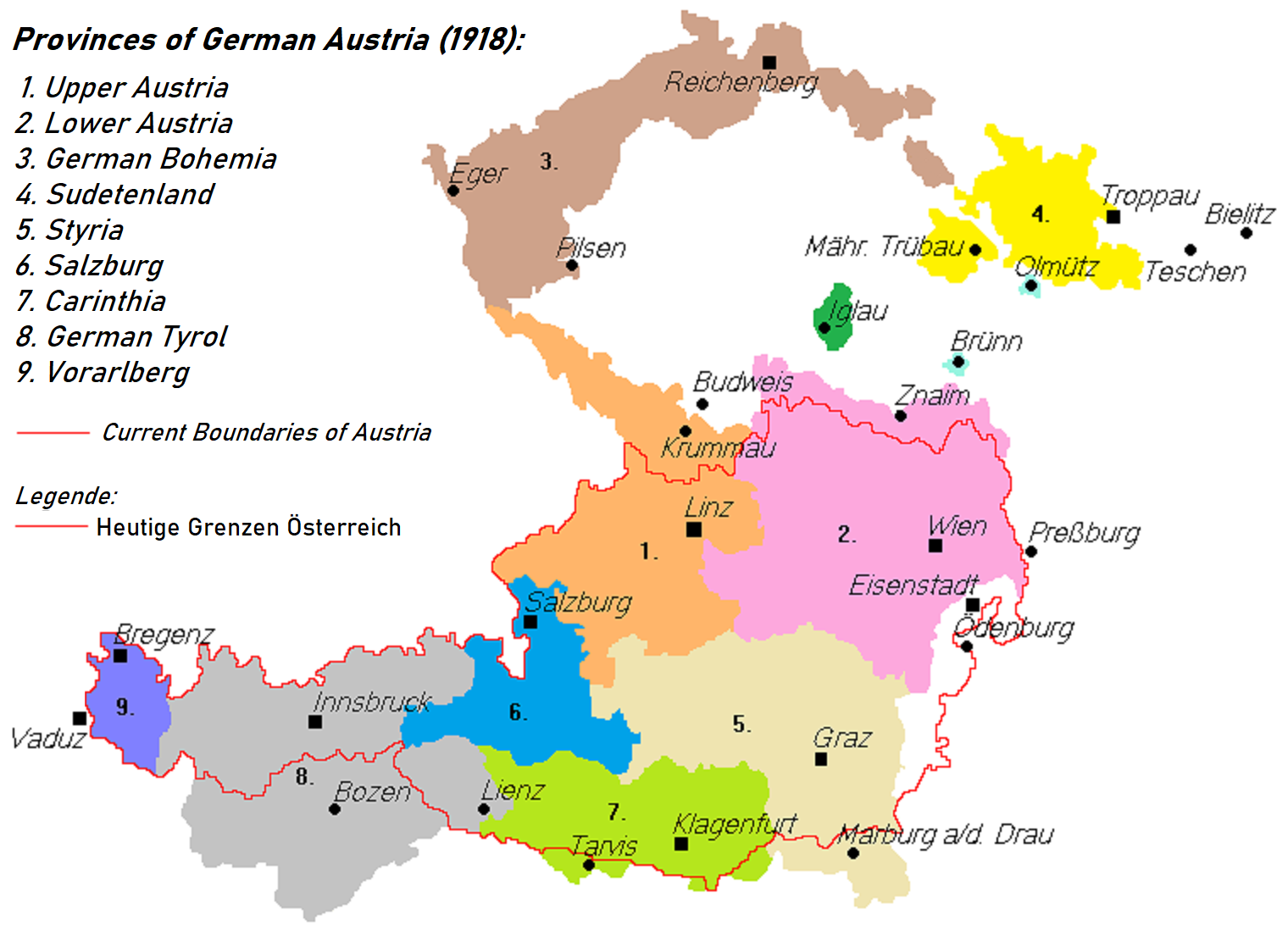
مقاطعات النمسا الألمانية عام 1918 م والتيرول الألماني باللون الرمادي

## تاريخ
كانت تيرول الألمانية تاريخيًا جزءًا لا يتجزأ من مقاطعة تيرول الأميرية، وهي إحدى المكونات التابعة لسلالة الهابسبورغ. ومع اقتراب انهيار الإمبراطورية النمساوية المجرية في نهاية الحرب العالمية الأولى، بدأت المناطق ذات الغالبية العرقية الألمانية ضمن الإمبراطورية باتخاذ خطوات لتشكيل دولة جديدة.
في 11 نوفمبر 1918، تنازل الإمبراطور كارل الأول عن السلطة، وفي 12 نوفمبر، أُعلنت هذه المناطق ذات الأغلبية الألمانية، بما في ذلك مقاطعة تيرول الألمانية، جمهورية تُعرف باسم النمسا الألمانية، وكان الهدف منها الاتحاد مع ألمانيا. إلا أن منطقة تيرول الجنوبية كانت قد وُعِدت لإيطاليا كغنيمة حرب من قبل دول الحلفاء في معاهدة لندن. أما ما تبقى من تيرول الألمانية، فقد أصبح يُشكّل ولاية تيرول ضمن الجمهورية النمساوية الاتحادية.
وقد تم ترسيخ هذا التقسيم رسميًا عبر معاهدة سان جيرمان أون لاي لعام 1919، والتي أقرت التقسيم الإقليمي لتيرول كما هو قائم حتى اليوم.